# Челюстница
Чѐлюстница е село в Северозападна България. То се намира в община Чипровци, област Монтана.

## География
Челюстница е разположена в южните склонове на Широка планина (част от Предбалкана), в община Чипровци, на около 23 километра от Монтана.
Релефът е полупланински. На около 1 км от селото минава р. Огоста (или Огост), в чиято красива долина са най-плодородните земи на Челюстница. През селото протича р. Дичовица, която извира от местността Извор и се влива в Огоста.
Характерни за пейзажа са така наречените от местните хора лиски и венци – варовикови скалисти местности и надвиснали над пропасти зъбери. В местността Джонкин дол са известни входовете на две пещери, които не са изследвани.
В местността Предел има разработено находище на конгломерат.
Почвите са бедни.
Растителност: широколистни (дъб, габър, елша, скоруша) и иглолистни гори (бор). Отглеждат се лозя, овощни и зеленчукови градини, царевица, пшеница, картофи. В последните 10 години обработваемите площи силно са намалели.
Животински свят: сърна, глиган, лисица, язовец, белка, костенурка и др.

## История
Според преданията първото име на селото е от X в. – Чифлиница, когато е съществувала манастирската воденица, издържала Чипровския манастир.
Жители на селото взимат участие в Чипровското въстание от 1688 година. Тогава в местността Балтин чукар при едно от трите сражения, в които хората от чипровския край са отстоявали независимостта си, са екзекутирани около 600 души.
Има още едно предположение за старото име на селото – Челестница.
„Балтин чукар“ се състои от масивна скала и няма признак да е надгробна могила. Там наистина са клани българи от турците, „присъствали“ в нашите земи.

## Културни и природни забележителности
В село Челюстница има 6 обекта, обявени за паметници на културата:
- Надгробна могила южно от селото;
- Средновековна крепост в местността „Градище“ 4 км северно от селото;
- Средновековно селище на 2 км южно от Челюстница;
- Антична и средновековна крепост „Калето“ на 2 км южно от селото;
- Паметник на загиналите в Балканската, Междусъюзническата и Първата световна война от село Челюстница, наречен Войнишки паметник и строен 1934 – 38 г.
- Църквата „Св. Параскева“, строена през 1854 г. от едри каменни блокове. Известният в средата на 19 в. археолог Борис Дякович, съобщава за два антични камъка с латински надписи, вградени от двете страни на църковната врата, които са от 233 г. и са издълбани върху гранит. Сега тази ценност е разбита, ограбена, потрошена. Кметицата на селото е подела кампания за реставрирането на църквата.

## Редовни събития
Селският събор е всяка година в последната седмица на май. В миналото се е празнувал на две дати – Спасовден и Петковден, до края на 80-те години на 20 в. се е отбелязвал само на Петковден (или в последната неделя на м. октомври), а от около 15 – 20 години – само в края на май.

## Други
Известни личности, родом от Челюстница:
Проф. Максим Божинов, доктор на селскостопанските науки. До 2001 г. е създал самостоятелно и в съавторство 11 сорта памук. Написал над 300 научни труда. Носител на „Златна значка“ на патентното ведомство и името му е записано в Златната книга на откривателите и изобретателите в България. Специалистите по света го определят като „Велик изследовател на памука“.